# Marek Kondrat
Marek Kondrat est un acteur polonais, né le 18 octobre 1950 à Cracovie.

## Biographie
Marek Tadeusz Kondrat a remporté plusieurs récompenses théâtrales ou cinématographiques, dont plusieurs pour le film Day of the Wacko (en) (2002).
Au cinéma, il a notamment joué sous la direction d'Andrzej Wajda et de Marek Koterski.

## Filmographie partielle
- 1961 : La Pantoufle dorée de Sylwester Chęciński
- 1975 : Zaklęte rewiry de Janusz Majewski
- 1976 : Smuga cienia (La Ligne d'ombre) d'Andrzej Wajda
- 1981 : L'Homme de fer d'Andrzej Wajda
- 1981 : Dreszcze de Wojciech Marczewski
- 1983 : Danton d'Andrzej Wajda
- 1984 : L'Année du soleil calme (Rok spokojnego słońca), de Krzysztof Zanussi
- 1985 : Sans fin de Krzysztof Kieślowski
- 1990 : Napoléon et l'Europe
- 1995 : Sukces (série télévisée) de Krzysztof Gruber
- 1995 : Szczur de Jan Łomnicki
- 1999 : Pan Tadeusz : Quand Napoléon traversait le Niémen d'Andrzej Wajda
- 1999 : Par le fer et par le feu (Ogniem i Mieczem) de Jerzy Hoffman
- 1999 : Bill Diamond (Bill Diamond - Geschichte eines Augenblicks) de Wolfgang Panzer
- 2001 : Weiser de Wojciech Marczewski
- 2002 : Day of the wacko (Dzień świra) de Marek Koterski
- 2005 : La Marche de l'empereur de Luc Jacquet (narration de la version polonaise)
- 2006 : We're All Christs (Wszyscy jesteśmy Chrystusami) de Marek Koterski